# تحفيز ردهوي جلفاني
تحفيز ردهوي جلفاني (Galvanic vestibular stimulation) هو الاسم الذي يطلق على عملية إرسال رسائل كهربائية محددة للأعصاب التي تحافظ على التوازن الموجودة في الأذن. هناك مجموعتين رئيسيتين من المستقبلات في النظام الدهليزية، تتكون من القنوات الهلالية الثلاثة، عضوي غبرة التوازن أو الأوتوليث (Otolith)، القُرَيْبَة (utricle) والكُيَيْس (saccule). وقد جربت هذه التكنولوجيا للأغراض العسكرية والتجارية على حد سواء. ويجري تطبيق التكنولوجيا في أتسوجي (ATSUGI) في اليابان وفي مايو كلينيك في الولايات المتحدة، وكذلك في عدد من المؤسسات البحثية الأخرى العالم. يجري حاليا البحث في مجموعة متنوعة من التطبيقات؛ الطب الأحيائي، تدريب الطيارين والترفيه.